# Stafsinge socken
Stafsinge socken i Halland ingick i Faurås härad, ingår sedan 1971 i Falkenbergs kommun och motsvarar från 2016 Stafsinge distrikt.
Socknens areal är 42,03 kvadratkilometer, varav 41,80 land. År 2000 fanns här 3 703 invånare. En del av tätorten Falkenberg, tätorten Skogstorp samt kyrkbyn Stafsinge med sockenkyrkan Stafsinge kyrka ligger i socknen.  

## Administrativ historik
Stafsinge socken har medeltida ursprung.
Vid kommunreformen 1862 övergick socknens ansvar för de kyrkliga frågorna till Stafsinge församling och för de borgerliga frågorna till Stafsinge landskommun.  Arvidstorp överfördes till Falkenbergs stad 1937. Landskommunen inkorporerades 1952 i Morups landskommun som senare 1971 uppgick den i Falkenbergs kommun.
1 januari 2016 inrättades distriktet Stafsinge, med samma omfattning som församlingen hade 1999/2000.  
Socknen har tillhört fögderier och domsagor enligt Faurås härad. De indelta båtsmännen tillhörde Södra Hallands första båtsmanskompani.

## Geografi och natur
Stafsinge socken ligger vid kusten närmast nordväst om Falkenberg och norr om Ätran. Socknen är en slättbygd nästan helt utan skog.
Bengtesgårds äng är ett kommunalt naturreservat.
Sätesgårdar var Lindhults säteri, Björnhults herrgård och Ramsjöholms herrgård.

## Fornlämningar och historia
Från stenåldern finns boplatser, från bronsåldern högar och från järnåldern gravar. Bötahällen är en bautasten vid kyrkan är 3,86 meter hög.
C. M. Rosenberg nämner 1883 två tegelbruk och lika många herrgårdar, Lindhult och Björnhult samt tre skolhus. Invånarantalet uppges till 2.200 vid nyåret 1880.
Sjöräddningssällskapets första båt, r/b Anna Wallenberg, stationerades i Stafsinge 1907.

## Namnet
Namnet (1330-talet Stefsinge) kommer från kyrkbyn. Förleden innehåller troligen Stavsjö en nu försvunnen sjö vid byn, som i sin tur innehåller stav med oklar betydlse. Efterleden är inge, 'inbyggare'.
1 november 1913 fastställdes stavningen till den nuvarande.

## Befolkningsutveckling
| Befolkningsutvecklingen i Stafsinge socken 1769–1990                                                    | Befolkningsutvecklingen i Stafsinge socken 1769–1990 | Befolkningsutvecklingen i Stafsinge socken 1769–1990 | Befolkningsutvecklingen i Stafsinge socken 1769–1990 | Befolkningsutvecklingen i Stafsinge socken 1769–1990 |
| --- | ---------------------------------------------------- | ---------------------------------------------------- | ---------------------------------------------------- | ---------------------------------------------------- |
| |                                                      |                                                      |                                                      |                                                      |
| År |                                                      |                                                      | Folkmängd                                            |                                                      |
| 1769 | 1769                                                 |                                                      | 787                                                  |                                                      |
| 1780 | 1780                                                 |                                                      | 819                                                  |                                                      |
| 1800 | 1800                                                 |                                                      | 966                                                  |                                                      |
| 1810 | 1810                                                 |                                                      | 1 003                                                |                                                      |
| 1820 | 1820                                                 |                                                      | 1 046                                                |                                                      |
| 1830 | 1830                                                 |                                                      | 1 014                                                |                                                      |
| 1840 | 1840                                                 |                                                      | 1 253                                                |                                                      |
| 1850 | 1850                                                 |                                                      | 1 412                                                |                                                      |
| 1860 | 1860                                                 |                                                      | 1 771                                                |                                                      |
| 1870 | 1870                                                 |                                                      | 2 047                                                |                                                      |
| 1880 | 1880                                                 |                                                      | 2 253                                                |                                                      |
| 1890 | 1890                                                 |                                                      | 2 477                                                |                                                      |
| 1900 | 1900                                                 |                                                      | 2 394                                                |                                                      |
| 1910 | 1910                                                 |                                                      | 2 684                                                |                                                      |
| 1920 | 1920                                                 |                                                      | 2 793                                                |                                                      |
| 1930 | 1930                                                 |                                                      | 2 616                                                |                                                      |
| 1940 | 1940                                                 |                                                      | 1 729                                                |                                                      |
| 1950 | 1950                                                 |                                                      | 1 760                                                |                                                      |
| 1960 | 1960                                                 |                                                      | 1 727                                                |                                                      |
| 1970 | 1970                                                 |                                                      | 1 843                                                |                                                      |
| 1980 | 1980                                                 |                                                      | 2 151                                                |                                                      |
| 1990 | 1990                                                 |                                                      | 2 731                                                |                                                      |
| Anm: Källor: Umeå universitet - Tabellverket 1749-1859, Demografiska databasen, CEDAR, Umeå universitet |                                                      |                                                      |                                                      |                                                      |